# Krystyna Wilczyńska-Ciemięga
Krystyna Maria Wilczyńska-Ciemięga (ur. 1939 w Kamieńcu Litewskim) – polska hematolog, pracownik naukowy i samorządowiec, radna Puław i kandydatka na urząd prezydenta tego miasta (2002).

## Życiorys
Urodziła się na Kresach Wschodnich RP, na terenie ówczesnego województwa poleskiego. Od 1949 mieszka w Puławach, gdzie ukończyła Liceum Ogólnokształcące im. ks. Adama Jerzego Czartoryskiego, następnie studiowała zaś chemię na Uniwersytecie Marii Curie-Skłodowskiej. Uzyskała stopień doktora, specjalizuje się w hematologii. Od lat pracuje w Państwowym Instytucie Weterynaryjnym – Państwowym Instytucie Badawczym w Puławach. W latach 2006–2009 pełniła z ramienia strony polskiej funkcję głównego koordynatora projektu unijnego przystosowującego służby weterynaryjne Maroka do współpracy z Unią Europejską.
Działała w Unii Demokratycznej, Unii Wolności i Partii Demokratycznej. W latach 1990–2002 zasiadała w radzie miejskiej Puław. W I kadencji samorządu pełniła funkcję wiceprzewodniczącej tego gremium oraz przewodniczącej Komisji Współpracy z Zagranicą. W wyborach w 1997 bez powodzenia ubiegała się o mandat poselski z drugiego miejsca lubelskiej Unii Wolności, zaś w wyborach w 2005 z listy Partii Demokratycznej. W wyborach w 2002 bezskutecznie kandydowała na urząd prezydenta miasta z ramienia KWW "Unia Samorządowa", uzyskując 5,48% głosów. Obecnie stoi na czele struktur partyjnych PD w Puławach.
Jest działaczką Towarzystwa Przyjaciół Puław, wcześniej była przewodniczącą Rotary Club w Puławach. Z okazji dwudziestolecia samorządu terytorialnego w III RP została odznaczona medalem "Za zasługi dla Puław".